# 真夏竜
真夏 竜（まなつ りゅう、1950年〈昭和25年〉4月18日 - ）は、日本の俳優、元アニメプロデューサー。本名は、瀬戸 幹雄（せと みきお）。旧芸名は、真夏 竜吾（まなつ りゅうご）。たむらプロ所属。ナレーターとしては、ヴォイスガレージに所属（業務提携）している。
神奈川県横浜市出身。日本大学高等学校卒業。

## 来歴
幼少のころより役者にあこがれ、高校の先輩である坂本九のように歌から入れば役者になれると思い、横浜市内のクラブで専属シンガーとなった。1972年、本名でテレビドラマ『剣道一本!』にレギュラー出演が決まりデビュー。
1974年には『ウルトラマンレオ』の主人公・おゝとりゲン役に抜擢（）される。横浜のクラブで働いていたころ、客として来ていたウルトラシリーズなどの監督・真船禎からの紹介だった。この作品から芸名も「真夏 竜」とし、同作の主題歌も担当した。
その後、『敬礼!さわやかさん』『破れ傘刀舟悪人狩り』などに出演。1986年、NHK新大型時代劇『武蔵坊弁慶』出演時に芸名を「真夏 竜吾」に改める。
1988～98年の間、30代後半になっていたのに20代の青年の役しか来ず「（気持ちの）」切り替えが難しいな」と感じたことが理由で役者をやめ、アニメ制作会社・スタッフ21および子会社のアニメーション21でプロデューサー業に就く。本名または「瀬戸美季夫」名義で『ダッシュ!四駆郎』『炎の闘球児 ドッジ弾平』といった作品に関わった。その後両社が廃業したのを機にふたたび「真夏 竜」の芸名で役者に復帰。
俳優活動の再開以降は大河ドラマや『キッズ・ウォー』シリーズでバイプレーヤーとして活躍し、時代劇の悪役（悪徳商人など）も多く演じている。また、渋い声を生かしたアニメ声優としての活動もある。
2004年に胃がんを患い、すでに末期の状態だったが、これを克服し自身が一番やりたかった民話を始めるために「真夏座」を設立。俳優業と並行しながら文化庁「学校への芸術家派遣事業」協力芸術家として、全国の幼稚園、小学校、中学校、高等学校などにて民話語りの講演を行っている。

## 人物
- 趣味は、テニス、ゴルフ、水泳[2][3]。特技は、少林寺拳法[2]（初段[12]）、剣道[12]、ボクシング[2]。
- 既婚で一男あり[6]。

## エピソード

### 『ウルトラマンレオ』関連
- 当初『ウルトラマンレオ』のオーディションには、3,000人の応募者が集まったにもかかわらず合格者はいなかった[7]。そこで、監督の真船禎は真夏のことを思い出し、TBSに出向くよう連絡を取る[7]。真船と円谷プロの熊谷健やTBSの橋本洋二らと面接を行い、その日のうちに主役に決まった[7]。少林寺拳法の経験があり、アクションをこなせることが決め手になったという[7]。
- シリーズの序盤では特訓シーンが存在するが、特に第6話のジープを使ったものでのゲンの迫力は真夏の演技だけではなく、撮影現場の過酷さそのものであった。同話で先をとがらせた丸太を相手に立ち向かう特訓も非常に危険なシーンだが、この特訓シーンは全編ノースタントであった。ジープ特訓については「ブレーキの甘いジープでの撮影があって『躓いたら放り出されて死にますよ』って抗議したら『次いこう』って」と言われたことを、後年のインタビューで告白している[13]。その時の演技を「目の力がすごい」と褒められることがあるが、真夏自身は「あれは演技ではなく、本物の怒りが目に宿っていた。今思えば、それが狙いだったのかもしれない」と述べている[7]。
- 前作『ウルトラマンタロウ』で主人公・東光太郎を演じた篠田三郎が後年のウルトラシリーズ作品に出演しないため、彼とはウルトラシリーズでの共演はないが、ドラマ『TOKYO DETECTIVE 二人の事件簿』で共演した当時、同じプロダクションに所属していたことから付き合いがあり[14]、舞台の陣中見舞いに篠田が訪れたことがある。2004年に胃癌を患った際、篠田にセカンドオピニオンを紹介されて治療を受けていた。
- 『キッズ・ウォー』シリーズでは、パート2までは工務店、パート3からはサンドイッチ店を経営する津村信彦役を演じた。『キッズ・ウォー3』第2話で店を訪れた大和田伸也演じる校長から「大工さんが華麗なる変身ですか?」と言われ、信彦が「先生、華麗なんかやめてくださいよ。華麗なる、変身!」とレオの変身ポーズをするシーンがある。

## 出演

### テレビドラマ
- 剣道一本!（1972年、フジテレビ） - 本多 役[注 1]
- 泣くな青春 第14話「10年目の対決」（1973年、フジテレビ）[注 1]
- 若い!先生 第23話「ふりむくな昨日を!」（1974年、TBS） - 本間太 役
- ウルトラシリーズ
  - ウルトラマンレオ（1974年 - 1975年、TBS） - 主演・おゝとりゲン 役 [注 2]
  - ウルトラマンマックス 第33話「ようこそ! 地球へ 前編 バルタン星の科学」、第34話「ようこそ! 地球へ 後編 さらばバルタン星人」（2006年、CBC） - 交番の駐在 役
  - ウルトラマンメビウス 第34話「故郷のない男」（2006年、CBC） - おおとりゲン 役
  - ウルトラファイトビクトリー（2015年、TX） - ウルトラマンレオの声 役
- TOKYO DETECTIVE 二人の事件簿（1975年、朝日放送） - 児玉英一 役
- 夜明けの刑事 第47話「襲われた女子高校生の恐怖!!」（1975年、TBS）
- 幸福ゆき 第21話「いじわる娘の家出作戦」（1975年、TBS） - 克己 役
- 敬礼!さわやかさん（1975年 - 1976年、NET） - 森秀也 役
- 東芝日曜劇場（TBS）
  - 母の待ち人（1976年）
  - びっくり箱（1977年） - 良司 役
  - 朝の台所（1980年）
  - 姉さんの式服（1981年）
- 逢えるかもしれない 第25話（1976年、CX）
- 結婚前夜シリーズ 第6話「さよならインバネス」（1976年、TBS） - ツナギ 役
- 赤い運命（1976年、TBS） - 大竹克己
- 破れ傘刀舟悪人狩り（1976年 - 1977年、NET） - 榊大介 役
- 鯛めしの唄（1976年 - 1977年、CX） - 圭介 役
- 連続テレビ小説 / いちばん星（1977年、NHK）
- すぐやる一家青春記（1977年、TBS）
- だいこんの花　第5部（1977年、NET） ‐ 黒田三樹男 役
- 特捜最前線 第32話「殉職・涙と怒りの花一輪」（1977年、ANB） - 中川正人巡査 役
- 銭形平次（CX）
  - 第598話「万七忘れな草」（1977年） - 弥助 役
  - 第708話「大雪原の追跡」（1980年） - 勇吉 役
- パパの結婚（1978年、NTV）
- 美しき背信（1978年、12ch）
- やあ!カモメ（1978年、TBS） - 浩二 役
- 透明ドリちゃん 第3話「涙のラーメン勝負」（1978年、ANB） - 進也 役
- チェックメイト78 第2話「扉をたたく警部」（1978年、ABC）
- コメットさん 第63話「ウルトラマンと怪獣アカゴン」（1978年、TBS） - おゝとりゲン 役
- 道（1978年、TBS）- 生咲一良 役
- おはなちゃん繁昌記 第5話「江戸屋甘から騒動」（1978年、ANB）
- 暴れん坊将軍（ANB）
  - 吉宗評判記 暴れん坊将軍
    - 第40話「翔べ! 下町の神童」（1978年） - 佐吉 役
    - 第104話「日本一の花嫁御寮」（1980年） - 佐吉 役

  - 暴れん坊将軍III 第58話「白狐が泣いた夫婦唄!」（1989年） - 政五郎 役
- 土曜ワイド劇場（ANB→EX）
  - いのち果てるまで 涙のホームラン（1978年）
  - 美談の団地心中（1982年）
  - タクシードライバーの推理日誌4 幸福の代償（1994年） - 山賀慎平 役
  - 森村誠一の終着駅シリーズ
    - 「17 霧笛の余韻 小樽不倫の旅 死の匂いのする女…」（2004年10月2日）- 丹沢警察署刑事・清水 役
    - 「20 砂漠の喫茶店 牛尾刑事の秘密…雷雨の樹海で殺された女と失踪した女、愛犬の接点が真犯人を解く!」（2006年10月28日）- 山梨県警富士五湖警察署刑事・高倉 役

  - 鉄道捜査官 殺意の函館本線（2005年） - 刑務所副所長 役
  - 温泉マル秘大作戦4（2007年） - 棚橋龍二 役
- 大江戸捜査網 第366話「十手は囮の免許状」（1978年、12ch） - 留吉 役
- 破れ新九郎 第17話「必殺! 無双一本槍」（1979年、ANB） - 松之助 役
- ポーラテレビ小説（TBS）
  - からっ風と涙（1979年） - 間庭雅七 役
  - 元気です!（1980年 - 1981年） - 田代順一郎 役
- 西遊記II 第11話「毒キノコ 集団記憶喪失」（1980年、NTV）- 青雲童子 役
- 鉄道公安官 第37話「遠い旅・殺人者の青春」（1980年、ANB） - 浜口よしお 役
- 長七郎天下ご免! 第16話「風が運んだお姫さま」（1980年、ANB） - 吉川辰之助 役
- ゴールデン劇場 / 頓珍館おやじ（1980年、ANB） - 勝又源介 役
- ライオン奥様劇場 / 夕空晴れて（1980年、CX） - 清貴 役
- 青春諸君!夏（1980年、TBS）
- ゆるしません!（1980年 - 1981年、KTV） - 水原勝也 役
- 新五捕物帳 第192話「熱血一途の男」（1982年、NTV） - 景山八郎太 役
- 松平右近事件帳 第31話「拐わかし」（1982年、NTV） - 伊三郎 役
- ある晴れた日に（1982年、CX）
- 鬼のいぬ間に（1982年 - 1983年、THK）
- あんちゃん 第21回「徳チャンは、ただいま発熱中でえす!」（1983年、NTV） - 神内俊之助 役
- 大岡越前（TBS）
  - 第7部 第7話「嘘つき親父の真実」（1983年） - 卯之吉 役
  - 第8部 第11話「十手に隠れた悪企み」（1984年） - 喜八 役
  - 第15部 第16話「髪結い姉妹の殺意」（1999年） - 河内屋 役
- ニュードキュメンタリードラマ昭和 松本清張事件にせまる / 東條英機暗殺（1984年、ANB） - 主演
- 水戸黄門（TBS）
  - 第14部 第29話「悲願叶えた狸の仇討ち -信楽-」（1984年） - 太吉 役
  - 第15部 第4話「悪計暴いた身代り花嫁 -大洲-」（1985年） - 清太 役
  - 第17部 第22話「惚れた娘はお姫様 -竜野-」（1988年） - 信次 役
  - 第18部 第6話「めざす敵は領主様 -佐野-」（1988年） - 利助 役
  - 第27部 第22話「恋を探した盆踊り -柏崎-」（1999年） - 東屋 役
  - 第30部 第20話「新妻お娟の大奮闘 -唐津-」（2002年） - 井筒屋徳兵衛 役
  - 第33部 第20話「地獄酒場は金山の入口 -佐渡-」（2004年） - 蔵六 役
  - 第34部 第7話「愛馬が教えた親孝行 -遠野-」（2005年） - 新蔵 役
  - 第35部 第17話「その女に飲ませるな! -阿蘇-」（2006年） - 富田屋 役
- 銀河テレビ小説 / やどかりは夢をみる（1984年、NHK） - 木元順介 役
- 乾いて候（1984年、CX） - 赤川大膳 役
- 特別企画 / なんで結婚 だって結婚（1984年、TBS）
- 火曜サスペンス劇場（NTV）
  - 沈黙は罠（1984年）
  - 暗闇からの愛（1985年）
- 長七郎江戸日記（NTV）
  - 第1シリーズ 第63話「おふくろさんよ……」（1985年） - 塩原勝四郎 役
  - 第2シリーズ 第28話「ゆき暮れて母悲し」（1988年） - 小西弥市 役
- 遠山の金さんII 第1話「お奉行さま! 女の命あずけます!!」（1985年、ANB）
- 武蔵坊弁慶（1986年、NHK） - 佐藤継信 役
- 江戸を斬るVII 第26話「同心長屋に隠し妻」（1987年、TBS） - 太吉 役
- 徳川家康（1988年、TBS） - 豊臣秀次 役
- 男と女のミステリー / 見えない絆（1988年、CX）
- 織田信長（1989年、TBS） - 浅井家重臣 役
- 坂本龍馬（1989年、TBS） - 大久保利通 役
- 大河ドラマ（NHK）
  - 秀吉（1996年） - 酒井忠次 役
  - 徳川慶喜（1998年） - 中山忠能 役
  - 義経（2005年） - 天野遠景 役
- 憲法はまだか 第一部「象徴天皇」（1996年、NHK） - 細川護貞 役
- 必要のない人（1998年、NHK）
- キッズ・ウォー（CBC） - 津村信彦 役
  - キッズ・ウォー 〜ざけんなよ〜（1999年）
  - キッズ・ウォー2 〜ざけんなよ〜（2000年）
  - キッズ・ウォー3 〜ざけんなよ〜（2001年）
  - キッズ・ウォー4 〜ざけんなよ〜（2002年）
  - キッズ・ウォースペシャル 〜ざけんなよ〜（2002年）
  - キッズ・ウォースペシャル 〜愛こそすべてだ!〜 ざけんなよ（2002年）
  - キッズ・ウォー5 〜ざけんなよ〜（2003年）
- スキッと一心太助（1999年、NHK） - 伊藤軍兵衛 役
- 月曜ドラマスペシャル / 世紀末! 男コンパニオン物語（1999年、TBS）
- サラリーマン金太郎2（2000年、TBS） - 大泉 役
- 金曜エンタテイメント（CX）
  - 浅見光彦シリーズ 三州吉良殺人事件（2001年） - 鹿島行雄 役
  - おだまりコンビ4 芸能界・殺しの輪舞（ロンド）（2002年）
- 春が来た（2002年、NHK） - 丑 役
- 木曜洋画劇場・特別企画 / 開幕ベルは華やかに（2002年、TX） - クボタ刑事 役
- 月曜ミステリー劇場 / 外科医さやかの執刀事件簿（2003年、TBS） - 武田陽一 役
- 黒革の手帖 第6話「一晩2億の女」（2004年、EX） - 不動産屋 役
- Deep Love〜アユの物語〜 Story12「天使」（2004年、TX）
- 理想の生活（2005年、NHK） - 吉野正男 役
- けものみち 第3話「本物のワル」（2006年、EX） - 高原裕造 役
- 特命係長 只野仁 第24話「二代目社長」（2007年、EX） - 辰巳専務 役
- 孤独の賭け〜愛しき人よ〜 第1話「愛と金と欲望」（2007年、TBS） - 根本 役
- 夏雲あがれ 第2話「風雲うごく」、第4話「戦いのまえに」（2007年、NHK） - 土屋白楽 役
- 時空警察ヴェッカーシグナ Phase.1「side:B」（2007年、TOKYO MX） - 獅子皇 役（特別出演）
- どんど晴れ 第111回（2007年、NHK） - 望月勝 役
- 愛のうた! 第18話（2007年、TBS） - 医者 役
- 炎神戦隊ゴーオンジャー GP-08「最高ノキセキ」（2008年、EX） - 冨士東次郎 役
- 監査法人 第6話「会社、救えますか」（2008年、NHK） -  五十嵐刑事 役
- LOVE17（2008年、NBN） - 北条秦山 役
- 嬢王 Vergin 第2回「禁断のワザで脱落! ハーレム」（2009年、TX） - 月島 役
- 月曜ゴールデン / 緑川警部vs16時02分の路線バス（2010年、TBS） - マンション管理人 役
- 相棒
  - season9 最終話「亡霊」（2011年3月9日、EX）- 内閣危機管理監・上野幸四郎役
  - season14 第2話「或る相棒の死」（2015年10月21日）- 警視副総監・坂之上慶親 役
- 吉原裏同心 第7話「いいなずけ」（2014年、NHK） 伊勢亀 役
- アイムホーム 第4話「僕が“熟年離婚”させた夫婦!? 単身赴任のあやまち…」（2015年、EX）
- 無痛〜診える眼〜 第8話「真犯人の孤独」（2015年、CX）
- 怪盗探偵 山猫 第1話「土曜の夜をいただきます。義賊か悪党か!? 天才怪盗、山猫参上」（2016年、NTV） - 大門忠道（東京都知事） 役
- 牙狼-GARO- -魔戒烈伝- 第2話「天満月」（2016年、TX） - カガヤ 役

### 映画
- アニメちゃん（1984年、松竹） - 漫画雑誌編集者 役
- 別れぬ理由（1987年、東映） - 岡崎 役
- トットチャンネル（1987年、東宝）
- 暗号名 黒猫を追え!（1987年、プロダクションU） - 加藤刑事 役
- 東京爆弾（2000年、ケイエスエス）
- クレーマー Case1（2008年、アートポート） - 岡伸芳 役
- ウルトラシリーズ
  - 大怪獣バトル ウルトラ銀河伝説 THE MOVIE（2009年、ワーナー・ブラザース） - ウルトラマンレオの声 役
  - ウルトラマンサーガ（2012年、松竹） - おおとりゲン 役
- アウターマン（2015年、アールツーエンターテインメント） - 大島幕僚長 役
- 大怪獣モノ（2016年、アーク・フィルムズ） - 西郷博士 役[15]
- 劇場版 炎の天狐トチオンガーセブン 閻魔堂!地獄の大決戦!!（2018年、毘プロダクション） - 閻魔大王 役

### オリジナルビデオ
- 実相寺昭雄の不思議館4（1992年、バンダイビジュアル）
- アブナイ女（1996年、ミュージアム）
- オークションされる女 陵辱の島（1999年、ミュージアム）
- マイティエージェント（2000年、ビームエンタテインメント）
- 殺す女 女の犯罪ファイル（2001年、ミュージアム）
- 乙女たちの都市伝説〜ミルパパ〜2 / しあわせのおまじない編（2007年、エースデュース）
- ウルトラシリーズ
  - ウルトラ銀河伝説外伝 ウルトラマンゼロVSダークロプスゼロ（2010年、バンダイビジュアル） - ウルトラマンレオの声 役
  - ウルティメイトフォースゼロ アナザースペースアドベンチャー（2011年、てれびくん） - ウルトラマンレオの声 役

### 舞台
- 熱い雪（1978年、三越劇場）
- かたき同志（1978年）
- 石川五右衛門（1998年、新歌舞伎座）
- JIRO-CHO（2003年、博品館劇場）
- 清水の次郎長外伝 〜恋女房お蝶の奮闘記〜（2006年、三越劇場） - 山岡鉄舟 役
- プリズンホテル 〜あじさいホテルへようこそ〜（2008年、三越劇場） - 黒田明 役
- アマテラス 〜戦う、運命の神話〜（2008年、全労済ホールスペース・ゼロ） - ツクヨミ 役
- ウルトラマンプレミアステージ3 希望の光（2009年、中日劇場） - おおとりゲン / ウルトラマンレオ（声） 役
- ありがとうといいたくて 〜椿山課長の七日間〜（2009年、三越劇場）
- もうひとつのハムレット（2010年、MAKOTOシアター銀座）
- はなぽっこん1・2 （2011年、文化シヤッター）
- ウルトラマンプレミア2011（2011年、大阪新歌舞伎座・日本青年館・中日劇場） - おおとりゲン / ウルトラマンレオ（声） 役
- 清水の次郎長（2012年、博品館劇場） - 宏田和尚 役
- 吾輩は狸である（2016年、築地プディストホール）
- 哀しみのシレーナ（2017年、新宿文化センター大ホール） - 老船乗り 役
- 神の湖（2019年、飯野ビルディング）ー森竜之介役
- 花焔（2024年、霞ヶ関イイノホール）家老役

### その他のテレビ番組
- 『ウルトラマンレオ』放送記念スペシャル 真夏座VOICECUL（ボイスカル）（2008年、ファミリー劇場） - 『ウルトラマンレオ』の主題歌「ウルトラマンレオ」と挿入歌「星空のバラード」を、初めてテレビ番組で生歌を披露。
- 銀河世代のビューティフルライフ（2008年 - 、チャンネル銀河） - 真鶴博 役

### テレビアニメ
- まんが日本絵巻 第28回「決闘!! 巌流島 武蔵と小次郎」（1978年、TBS） - 宮本武蔵 役
- 藤子不二雄のキテレツ大百科（1987年、CX） - トンガリ 役 ※90分SP版のみ
- 金田一少年の事件簿（1997年、YTV） - 船長 役 ※60分SP版
- キューティーハニーF（ANB） - アリナの父 役
- 超GALS!寿蘭（2001年、TX） - 中西先生 役

### 吹き替え
- ザ・ルーキーズ 命がけの青春（1975年、CX） - ウィリー・グリス（マイケル・オントキーン） 役
- バトルトラック（1985年、CX） - ハンター（マイケル・ベック） 役 ※BD収録
- 白い家の少女（1985年、ANB） - フランク・ハレット（マーティン・シーン） 役 ※BD収録

### ラジオドラマ
- 青春アドベンチャー（NHK-FM）
  - 金春屋ゴメス（2006年）
  - 死神の精度（2006年）
    - 第2回「死神と藤田」 - 藤田 役
    - 第4回「吹雪に死神」 - 権藤 役

  - 冷凍人間の復活（2007年） - 丸木 役

### その他のラジオ番組
- 民話の小部屋（2011年4月2日[16] - 2019年3月31日、FM-FUJI） - 朗読番組：民話の朗読と山梨県の史跡を紹介。

### ナレーション
- 島旅（2005年、BS日テレ）
- 青春18きっぷの旅（2006年、旅チャンネル） - 「旅人」とクレジットされている。
- 徹底活用!鉄道周遊切符の旅 第7回 - 第9回（2006年、旅チャンネル）
- セピアの響（2007年） - DVD 高松琴平電気鉄道発売
- ココロ動く！テレビ テレビだけじゃない夢の10日間（2012年 BSスカパー）
- 余地の人 郵便の父、前島密の軌跡（2013年、BS朝日）

### ゲーム
- ロストヒーローズ2（2015年2月5日、ニンテンドー3DS） - ウルトラマンレオ 役

### 玩具
- ウルトラレプリカ メビウスブレス -ULTRA BROTHERS EDITION-（2024年3月）
- ウルトラレプリカ ウルトラマンレオ 50th ANNIVERSARY SET（2025年1月）

## 音楽
シングル
- ウルトラマンレオ（1974年、東京レコード[17]） - B/W MACのマーチ / 星空のバラード

## プロデュース作品

### テレビアニメ
- ダッシュ!四駆郎（1989年、TX、プロデューサー補）[注 1]
- 炎の闘球児 ドッジ弾平（1991年、TX、プロデューサー）[注 3]

### OVA
- 藤子・F・不二雄のSF（すこし・ふしぎ）短編シアター 第6巻「カンビュセスの籤」（1991年、制作プロデューサー）[注 1]
- ケンネル所沢（1992年、プロデューサー）[注 3]